# Lavaur (Tarn)
Lavaur – miejscowość i gmina we Francji, w regionie Oksytania, w departamencie Tarn.
Według danych na rok 1990 gminę zamieszkiwało 8148 osób, a gęstość zaludnienia wynosiła 130 osób/km² (wśród 3020 gmin regionu Midi-Pireneje Lavaur plasuje się na 34. miejscu pod względem liczby ludności, natomiast pod względem powierzchni na miejscu 59.).
Jednym z zabytków Lavaur jest katedra św. Szczepana.